# Palais épiscopal de Cracovie
Le Palais épiscopal de Cracovie est situé rue Franciszkańska dans la vieille ville de Cracovie. Il est le siège des évêques de Cracovie depuis la fin du XIVe siècle. Malgré son histoire mouvementée, le palais continue aujourd’hui de remplir sa fonction d’origine. Il est typique de l'architecture du XIXe siècle, avec des restes des périodes Renaissance et baroque. Il est l'un des lieux associés à l'évêque, au cardinal et au pape Jean-Paul II. C'est le plus grand palais de Cracovie après le Wawel.

## Description
Le palais actuel date des années 1865-1868. Une école municipale y fut établie et les salles du premier étage furent louées par la Société des Amis des Beaux-Arts. La restauration suivante du palais eut lieu sous le cardinal Albin Dunajewski (1879-1894). Dans les années 1881-1884, l'architecte Tomasz Pryliński rénova le palais dans l'esprit de la Renaissance et construisit entre autres : une loggia à arcades dans l'angle nord-est de la cour ; la chapelle reçut une façade et son intérieur fut recouvert d'un plafond. L'évêque et cardinal Jan Duklan Puzyna, qui y logea de 1895 à 1911, décora les intérieurs avec des meubles élégants et les murs de peintures de maîtres hollandais, flamands et italiens, des copies de portraits d'évêques, etc.

## Visites des papes
Karol Wojtyła a vécu quelque temps dans le palais. Il s'est installé ici en 1964, un an après avoir été élu évêque, et a quitté le pays lorsqu'il a été élu pape (1978). Lors de sa visite à Cracovie lors de tous ses pèlerinages en Pologne, il choisit le palais comme lieu de repos. Il est devenu célèbre pour ses discours spontanés et non officiels devant les foules de croyants rassemblées rue Franciszkańska, sur la place devant l'église franciscaine et ses environs. A chaque fois, il s'adressait aux fidèles depuis la fenêtre située juste au-dessus du portail d'entrée baroque. À la fin de sa vie, des foules de croyants priaient pour le pape devant le palais. Peu de temps après sa mort, le 2 avril 2005, a eu lieu une messe solennelle dédiée à Jean-Paul II, célébrée dans l'église franciscaine par le cardinal Franciszek Macharski. Au cours des jours suivants, des fleurs, divers souvenirs et des bougies ont été allumés devant le palais. Une croix symbolique a été placée sur le rebord de la fenêtre à côté de la « fenêtre papale ».
Lors de son pèlerinage en Pologne, Benoît XVI s'est rendu à Cracovie du 26 au 28 mai 2006 et a résidé au palais. Il s'est adressé à plusieurs reprises aux fidèles, se référant à la tradition de son prédécesseur.
Des veillées et des concerts sont souvent organisés devant le palais, et la « fenêtre papale » est décorée de l'image de Jean-Paul II.
Dans la cour du palais se trouve un monument à Jean-Paul II. A l'initiative du Pape, il fut transféré à Cracovie lors de son premier pèlerinage en Pologne en 1979. Il a été dévoilé le 18 mai 1980 pour commémorer le 60e anniversaire du pape.

## Galerie

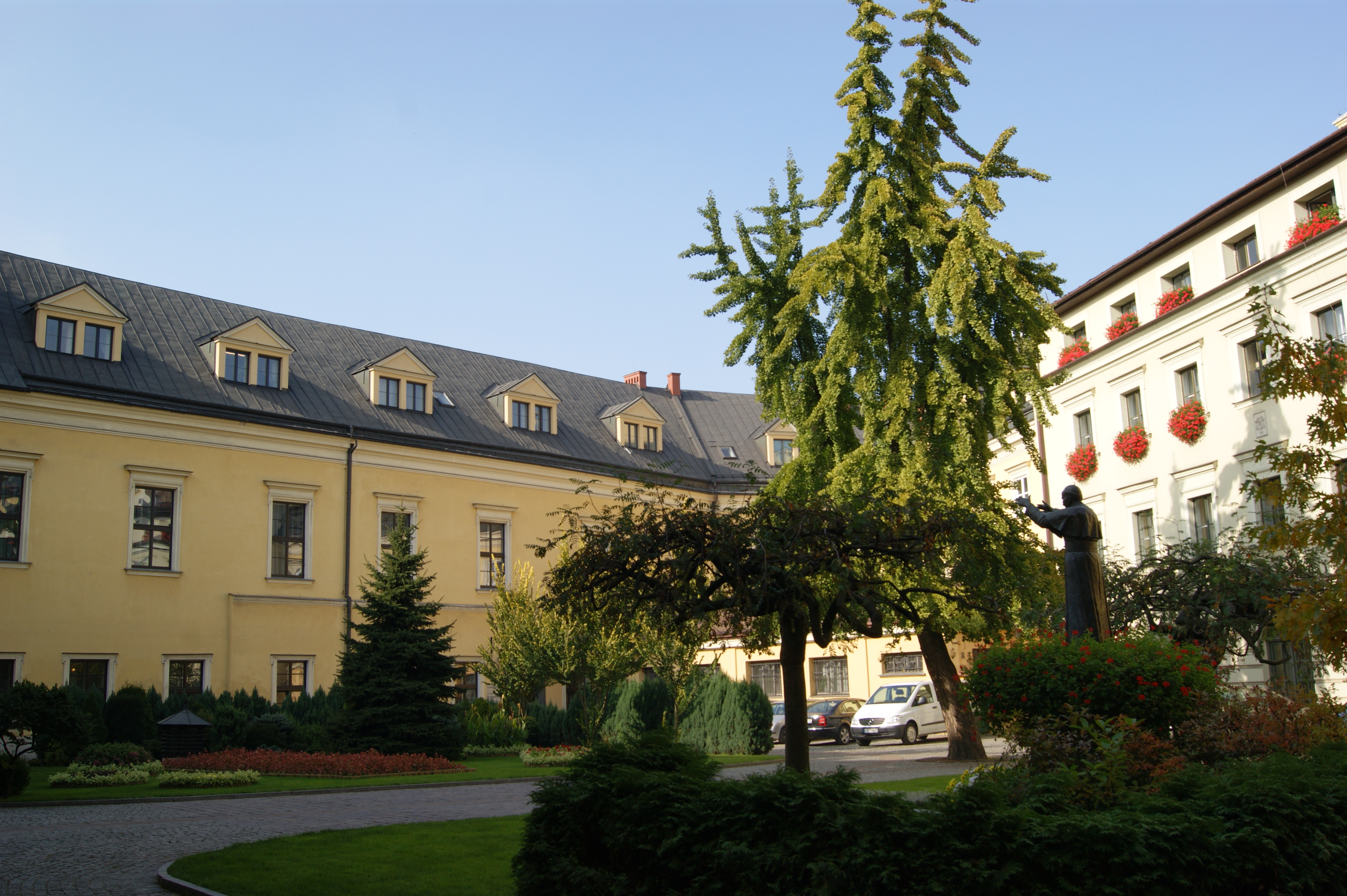
La cour du Palais et le monument de Jean-Paul II
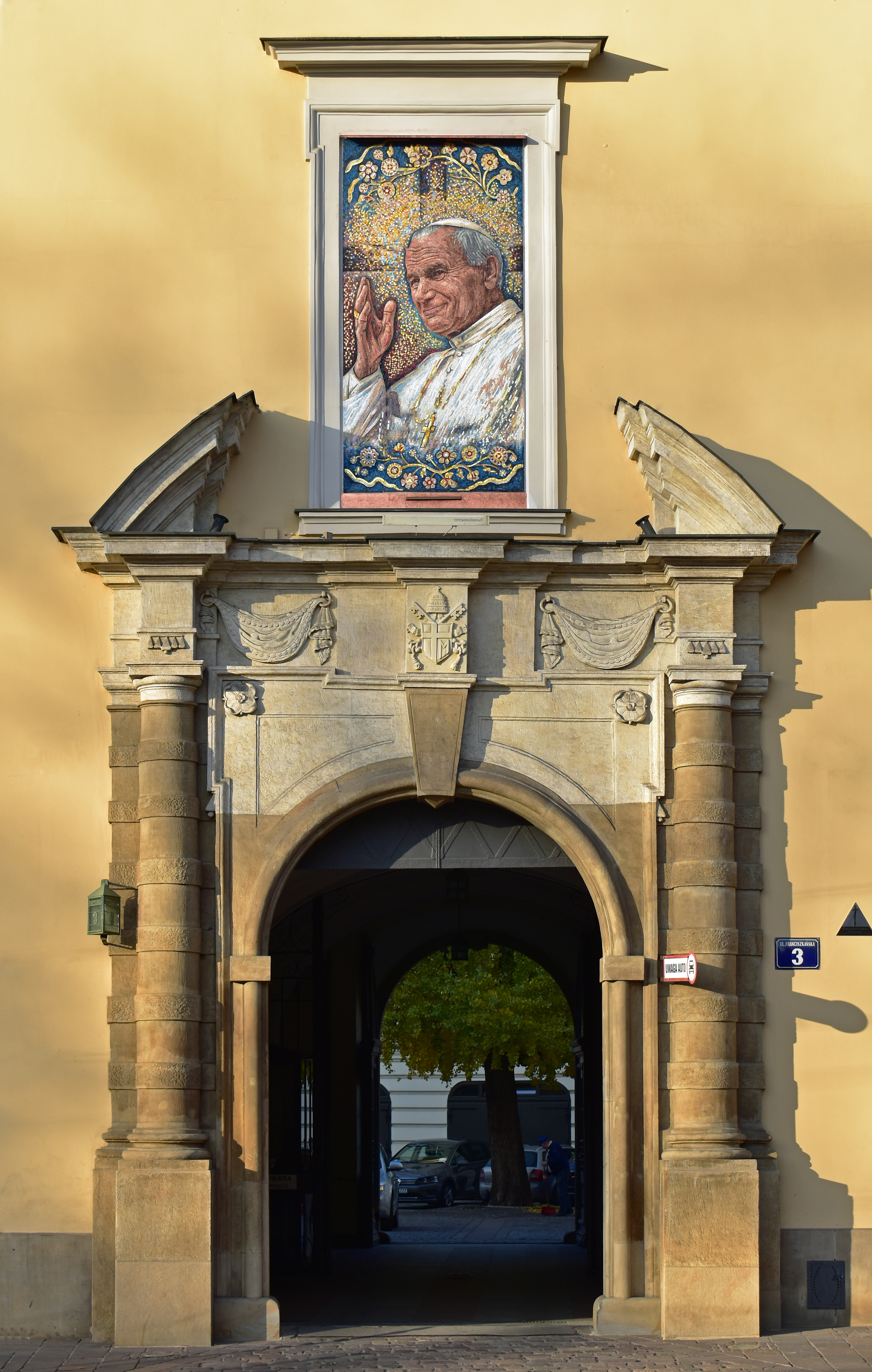
Vue de ce qu'on appelle la fenêtre papale - un lieu de discours de trois papes : Jean-Paul II, Benoît XVI et François. Mosaïque conçue par Magdalena Czeska, dévoilée le 16 octobre 2018.
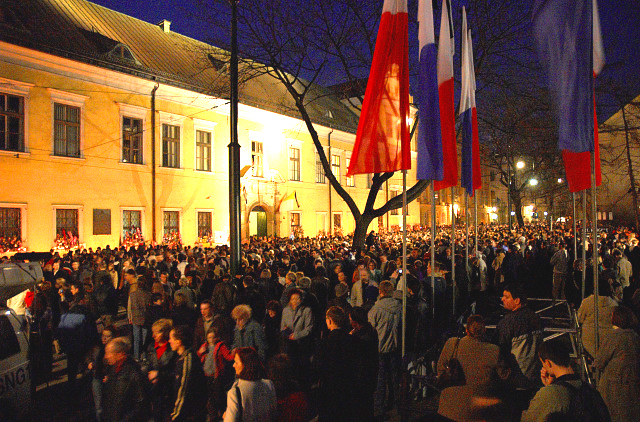
Une foule de croyants devant le palais épiscopal le 3 avril 2005, s'est rassemblée pour rendre hommage au pape Jean-Paul II.